# Évelyne Prouvost
Évelyne Prouvost (pronunciación en francés: /evlin pʁuvo/), también conocida como Évelyne Prouvost-Berry (16 de abril de 1939–19 de julio de 2017) fue una heredera, empresaria y editora francesa. Fue la directiva jefe de Marie Claire Group, una editorial de 12 revistas presente en 30 países, incluida Marie Claire.

## Biografía
Évelyne Prouvost era nieta de Jean Prouvost, fundador de Marie Claire y Paris Match y propietario de Le Figaro, RTL y Télé 7 Jours. Tenía una hermana, Marie-Laure, y una medio hermana, Donatienne.
Prouvost comenzó su carrera como editora de Parents, una de las revistas de su abuelo, a los 27 años. Tras un viaje a Estados Unidos, en 1973 lanzó la versión francesa de Cosmopolitan con éxito. En 1976, compró algunos de los bienes de su abuelo, entre ellos Marie Claire y fundó el Marie Claire Group, editorial de 12 revistas entre las que incluían Cosmopolitan, Marie Claire, Avantages, Famili, La Revue du vin de France, Stylist y 100 Idées. Sus revistas siempre fueron el adalid de las ideas feministas y de izquierdas. A través del Grupo Marie Claire, también fue accionista de Téva, una cadena de televisión francesa.
Prouvost se retiró en 2004 pero retuvo el 58% de las acciones de Marie Claire Group. Recibió el premio Veuve Clicquot y el título de Mujer de negocios del Año en 1989. Fue honrada con el título de caballero de la Legión de Honor en 2011.

## Vida privada y muerte
Prouvost se casó en dos ocasiones. Primero con Arnold de Contades, director editorial, a los 19 años. Tuvieron tres hijos, Élisabeth, Anne y Arnaud de Contades. Posteriormente, se casó con el empresario británico Nicholas Berry, el hijo de Michael Berry, Barón Hartwell, con quien tuvo a William y Alexander.
En 2009, se informó que era la séptima mujer más rica de Francia. Se estima que su fortuna ascendía a 125 millones de dólares en 2016.
Prouvost murió en un accidente de bicicleta al sufrir una caída en Le Palais en la isla de Belle-Ile el 19 de julio de 2017, a los 78 años.